# トロたん
トロたん（とろたん、1月16日 - ）は、日本のグラビアアイドル。東京都出身。

## 経歴
2015年5月29日、初のイメージDVD「レイヤー製作委員会」を発売し、同年6月20日には東京・秋葉原のソフマップモバイル館にて発売記念イベントが行われた。
2020年10月1日、同年9月末に所属事務所を退所しフリーで活動してくいことを自身のSNSで報告した。

## 人物
- デビューのきっかけは、「コスプレ写真をTwitter（現・X）に載せたことにより、DVDのオファーをいただきました。そこからグラビアの楽しさに目覚めて今に至ります」と述べている[6]。
- 趣味は旅行、食べ歩き、映画鑑賞。特技は世界遺産検定2級、地理[7]。
- 中学・高校の教員免許（美術）を持っている[1][8]。

## 作品

### イメージDVD
※太字タイトルはBD版同時発売
- レイヤー製作委員会（2015年5月29日、スパイスビジュアル）[9]
- ミルキー・グラマー（2015年8月21日、竹書房）[10]
- Vol.2 レイヤー製作委員会（2015年12月18日、スパイスビジュアル）[11]
- Melty（2016年3月25日、エスデジタル）[12]
- 耽溺（2020年10月30日、スパイスビジュアル）[13]
- 慰めの唇（2021年4月21日、イーネット・フロンティア）[14]
- 悦楽の報酬（2021年8月25日、イーネット・フロンティア）[15]
- トロたんVS仮想エロス（2021年12月28日、エアーコントロール）[16]
- 快楽の扉（2022年4月22日、イーネット・フロンティア）[17]
- トロットロにしてあげる…（2022年9月27日、エアーコントロール）[18]
- トロける秘め事（2022年12月20日、FACE）
- トロけるセールスレディ-あなたの欲望、お埋めします-（2023年3月25日、FACE）
- 放課後の戯れ（2023年8月20日、ラインコミュニケーションズ）[19]
- ヒアソビ（2024年7月25日、ブレイン）[20]
- 蕩蕩 ‑とろとろ-（2025年5月10日、ラインコミュニケーションズ）[21]

### VR
- apartment Days！ Guest 174 トロたん sideA（2021年4月2日、ファンタスティカ）
- apartment Days！ Guest 174 トロたん sideB（2021年4月23日、ファンタスティカ）
- Precious Dress Show 08（2021年9月17日、ファンタスティカ）
- 小気味よく揺れて魅惑的に濡れていくキミのカラダ（2021年10月15日、ファンタスティカ）
- すきま時間〜コタツの中で油断する下半身〜（2021年11月5日、ファンタスティカ）

### 動画配信
- グラビア学園MOVIE トロたん 1・2（2016年9月29日、グラビア学園）
- グラビア学園MOVIE トロたん 3・4（2022年6月3日、グラビア学園）